# Una notte all'opera
Una notte all'opera (A Night at the Opera) è un film comico statunitense del 1935 diretto da Sam Wood.
Nel 1993 è stato scelto per la conservazione nel National Film Registry della Biblioteca del Congresso degli Stati Uniti.
Nel 2007 l'AFI lo ha inserito all'ottantacinquesimo posto nella classifica dei migliori cento film americani di tutti i tempi, e nel 2000 lo ha inserito al dodicesimo posto nella classifica delle migliori cento commedie americane di tutti i tempi.

## Trama
Otis B. Driftwood, un eccentrico impresario teatrale newyorkese, convince una ricca vedova, la signora Claypool, a investire una forte somma di denaro a favore del Metropolitan Opera House di New York, somma che servirà per ingaggiare il famoso tenore Lassparri. Ma per errore egli scritturerà un giovane tenore disoccupato, innamorato di un'affascinante soprano, ed insieme ad altri due allegri mattacchioni, Tomasso e Fiorello, parte con lui per l'America. Dopo mille peripezie il giovane tenore verrà scritturato dall'Opera di New York e coronerà il suo sogno d'amore, mentre i tre fratelli montano un vero putiferio.

## Il cast
Una notte all'opera è il primo film dei Marx in cui non compare Zeppo che, non trovando valide alternative al ruolo di spalla dei fratelli, e spesso costretto a ripiegare sul meno prestigioso ruolo di "amoroso", aveva deciso di abbandonare le scene per intraprendere l'attività di agente teatrale. L'elemento romantico del film venne quindi affidato al tenore Allan Jones e a Kitty Carlisle, con i Marx impegnati nel ruolo di angeli tutelari della loro storia d'amore. Durante lo spettacolo lirico all'Opera di New York, i tre fanno una memorabile irruzione in scena, con l'orchestra che passa dalla sinfonia de Il trovatore di Giuseppe Verdi al popolare motivo Take Me Out to the Ball Game.

## Produzione
Il film, girato nel 1935, segnò il passaggio dei fratelli Marx dalla Paramount Pictures alla Metro-Goldwyn-Mayer, sotto l'egida del noto produttore Irving Thalberg, che li scritturò con l'idea di valorizzare al massimo il loro delirante estro comico. La pellicola si propone come una sferzante satira della buona società, ipocrita e fatua, e della "santità" della musica operistica.
Thalberg affidò la regia a Sam Wood e richiamò George S. Kaufman e Morrie Ryskind, già autori di The Cocoanuts e di Animal Crackers, i quali lavorarono al soggetto di Una notte all'opera insieme con altri scrittori, tra i quali Bert Kalmar, Harry Ruby e il commediografo Al Boasberg, considerato un maestro delle gag. Per tastare la validità delle scene, Thalberg ebbe inoltre la brillante idea di allestire una compagnia di giro per verificare sul pubblico dei teatri, in alcune città di provincia, il copione che gli sceneggiatori stavano cucendo addosso ai tre comici.
Il successo del film fu sensazionale, con incassi clamorosi che raggiunsero i tre milioni di dollari.

## Citazioni
- A Night at the Opera è anche il titolo di un album dei Queen pubblicato nel 1975 che contiene, tra le altre, "Bohemian Rhapsody".
- Almeno due gag indimenticabili: la scena della cabina del transatlantico, che man mano si riempie di persone fino a "scoppiare", e quella in cui i tre fratelli portano scompiglio durante la rappresentazione de Il trovatore.

## Remake
- Nel 1992 la Paramount ha realizzato un remake della pellicola intitolato Gli sgangheroni, con John Turturro e Mel Smith.

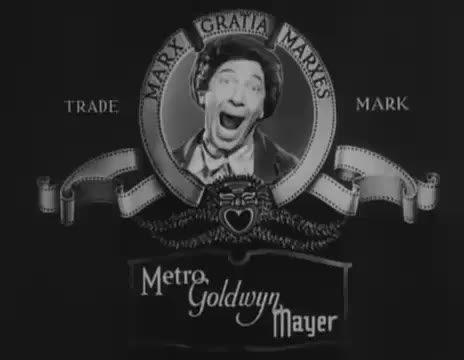
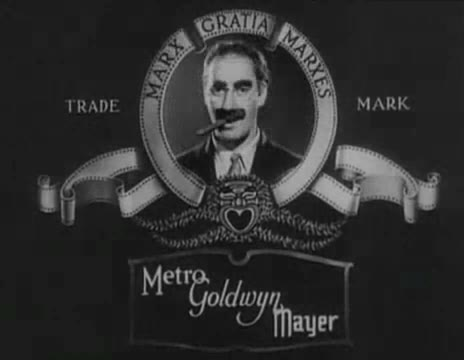
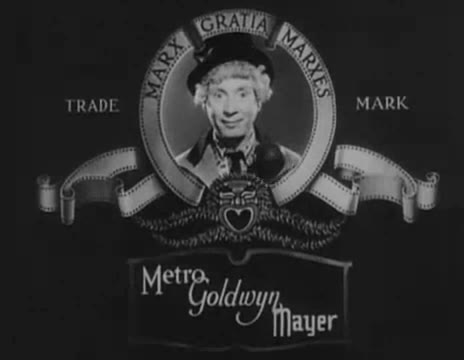